# Marcus Arruntius Aquila (Konsul 77)
Marcus Arruntius Aquila (vollständige Namensform Marcus Arruntius Marci filius Teretina Aquila) war ein im 1. Jahrhundert n. Chr. lebender Angehöriger des römischen Senatorenstandes.
Durch eine Inschrift ist belegt, dass Arruntius Aquila zusammen mit Gaius Arruntius Catellius Celer während der Regierungszeit von Vespasian (69–79) Suffektkonsul war. Durch eine zweite Inschrift sind einzelne Stationen seiner Laufbahn vor dem Konsulat bekannt. Aquila übte zunächst im Rahmen des Vigintivirats das Amt eines Münzmeisters (IIIvir aere argento auro flando feriundo) aus. Im Anschluss war er Quaestor, Volkstribun und zuletzt Praetor. Darüber hinaus wurde er in das Priesterkollegium der Quindecimviri sacris faciundis aufgenommen.
Aquila war vermutlich der Sohn von Marcus Arruntius Aquila, einem Suffektkonsul im Jahr 66. Er war in der Tribus Teretina eingeschrieben.

## Datierung
Bei der Epigraphik-Datenbank Clauss-Slaby wird die Inschrift aus Erbalunga auf das Jahr 77 datiert und diejenige aus Patavium auf einen Zeitraum zwischen 77 und 100.